# Häggesjön
Häggesjön är en sjö i Marks kommun i Västergötland och ingår i Viskans huvudavrinningsområde. Sjön har en area på 0,0546 kvadratkilometer och ligger 96,4 meter över havet.

## Delavrinningsområde
Häggesjön ingår i det delavrinningsområde (636825-130252) som SMHI kallar för Nedlagd mätstation. Medelhöjden är 69 meter över havet och ytan är 14,2 kvadratkilometer. Räknas de 80 avrinningsområdena uppströms in blir den ackumulerade arean 1 719,06 kvadratkilometer. Avrinningsområdets utflöde Viskan mynnar i havet. Avrinningsområdet består mestadels av skog (57 procent), öppen mark (12 procent) och jordbruk (28 procent). Avrinningsområdet har 0,06 kvadratkilometer vattenytor vilket ger det en sjöprocent på 0,4 procent.